# Electroerosió

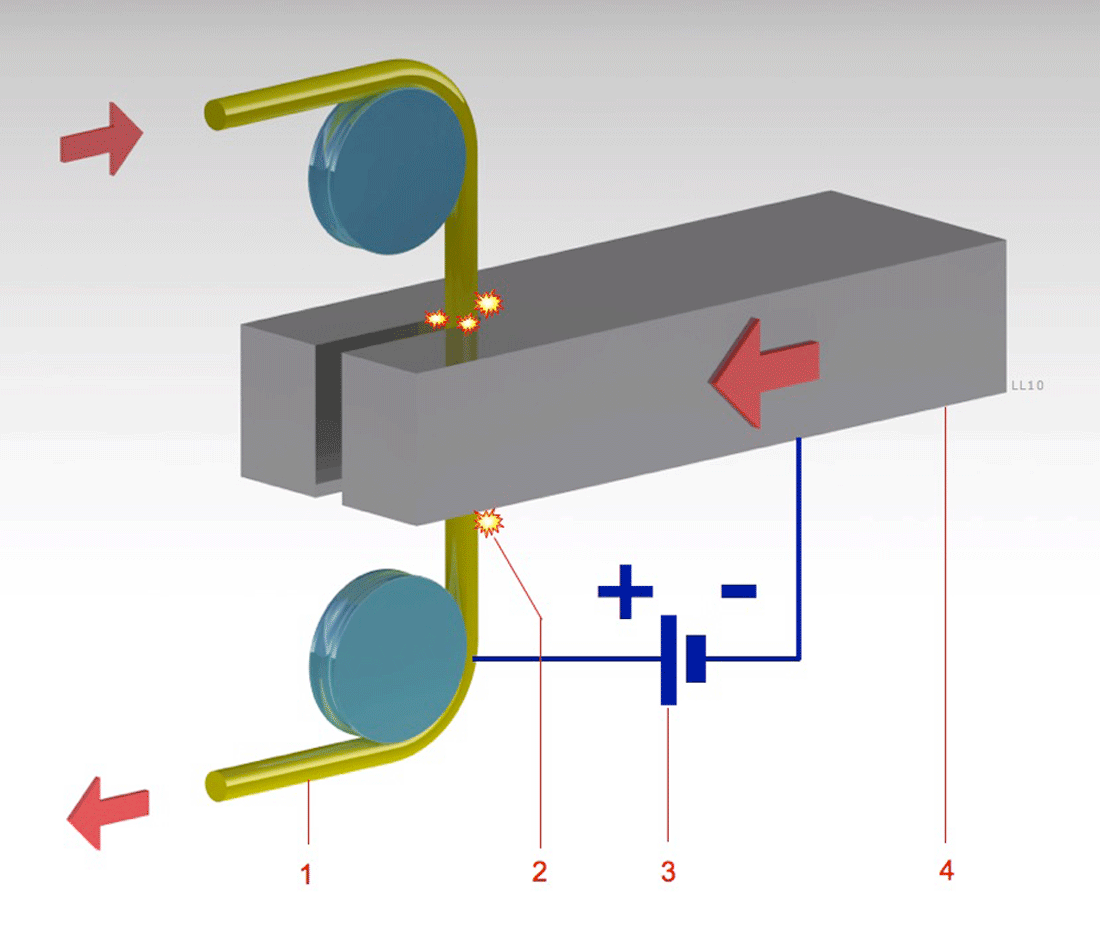
Electroerosió per fil. 1 Fil que actua d'elèctrode 2 Arc voltaic 3 Generador 4 Peça

El procés d'electroerosió (també conegut com a EDM per les sigles en anglès d'Electrical Discharge Machining) consisteix a reproduir la forma de l'elèctrode en una peça mitjançant un arc elèctric que arrenca les partícules de la peça. Aquest procés té dues variants principals:   Arxivat 2017-03-09 a Wayback Machine.
1. Electroerosió amb elèctrode (també anomenada electroerosió amb figura o amb penetració):  Arxivat 2017-03-09 a Wayback Machine. s'aproxima, gairebé a tocar, un elèctrode (que té la forma negativa que volem aconseguir) contra una peça metàl·lica o viceversa, generant-se un arc elèctric, el qual erosiona la peça, obtenint-se en la peça la mateixa forma, però en positiu, que la que hi ha en l'elèctrode. Són necessàries successives i constants descàrregues elèctriques per desintegrar petites parts de la peça. Una variant és l'electroerosió destinada a foradar  Arxivat 2017-03-12 a Wayback Machine.  en la qual l'elèctrode, de forma cilíndrica, es fa servir per fer forats, sovint llargs i de poc diàmetre (entre 0,1mm i 4mm).
2. Electroerosió amb fil: Arxivat 2017-03-09 a Wayback Machine. Consisteix en el fet que un fil (que fa la funció d'elèctrode) talli (travessant de dalt a baix) una peça metàl·lica. Perquè això sigui possible es genera un arc elèctric quan aquest fil, conductor d'electricitat, està molt a prop de la peça, gairebé a tocar. Successives i constants descàrregues elèctriques desintegren petites parts de la peça, aconseguint tallar-la.

Durant l'electroerosió, és necessari que el medi sigui dielèctric, ja que així els ions carregats positivament colpejaran una zona predeterminada amb més força. Els dielèctrics més utilitzats són els olis minerals, els petrolis i l'aigua desmineralitzada.
S'acostuma a dir que l'electroerosió es fa servir quan els mètodes tradicionals d'arrencament de ferritja (tornejat, fresat, foradat amb broca, serrat...) no permeten obtenir la forma desitjada. Mitjançant l'electroerosió és possible la creació de peces amb geometries complexes.  Un dels inconvenients més grans de l'electroerosió és la lentitud del procés.
Durant l'electroerosió, la peça i l'elèctrode se situen entre 0,01 i 0,05mm (aquesta distància s'anomena gap). Aquest petit espai és necessari tant per poder obtenir l'arc elèctric com perquè hi pugui circular el líquid dielèctric, el qual s'evapora quan s'aplica una diferència de potencial, provocant un important increment tèrmic. Aquesta temperatura pot augmentar fins als 20.000 °C i a causa d'això s'evapora una petita part del material, especialment a la peça però també una mica en l'elèctrode. Un cop s'atura la diferència de potencial, les partícules de la peça se separen en forma gasosa i, finalment, acaben solidificant-se en l'entorn dielèctric.
El líquid dielèctric té les funcions d'actuar com aïllant per aconseguir el potencial necessari per efectuar l'arc elèctric, d'extreure l'escòria generada durant el procés i de refrigerar.

## Procés d'electroerosió amb elèctrode de forma
Durant el procés d'electroerosió la peça i l'elèctrode estan situats molt a prop, a una distància entre 0.01 i 0.05mm, a dins d'un medi dielèctric. Quan apliquem una diferència de tensió continua i polsant entre els dos elements, es crea un camp elèctric intens que provoca un augment de temperatura, fins que el dielèctric s'evapora. Quan succeeix això, salta l'espurna incrementant la temperatura, la qual pot arribar fins a 20.000 °C. L'elevat increment provoca que una petita part del material i de l'elèctrode s'evaporin i es creï una bombolla que fa de pont entre les dues parts. Com que l'alimentació és polsant, quan deixem d'alimentar, el pont es trenca i les superfícies tornen a quedar separades. Els residus formats se solidifiquen quan entren en contacte amb el dielèctric.

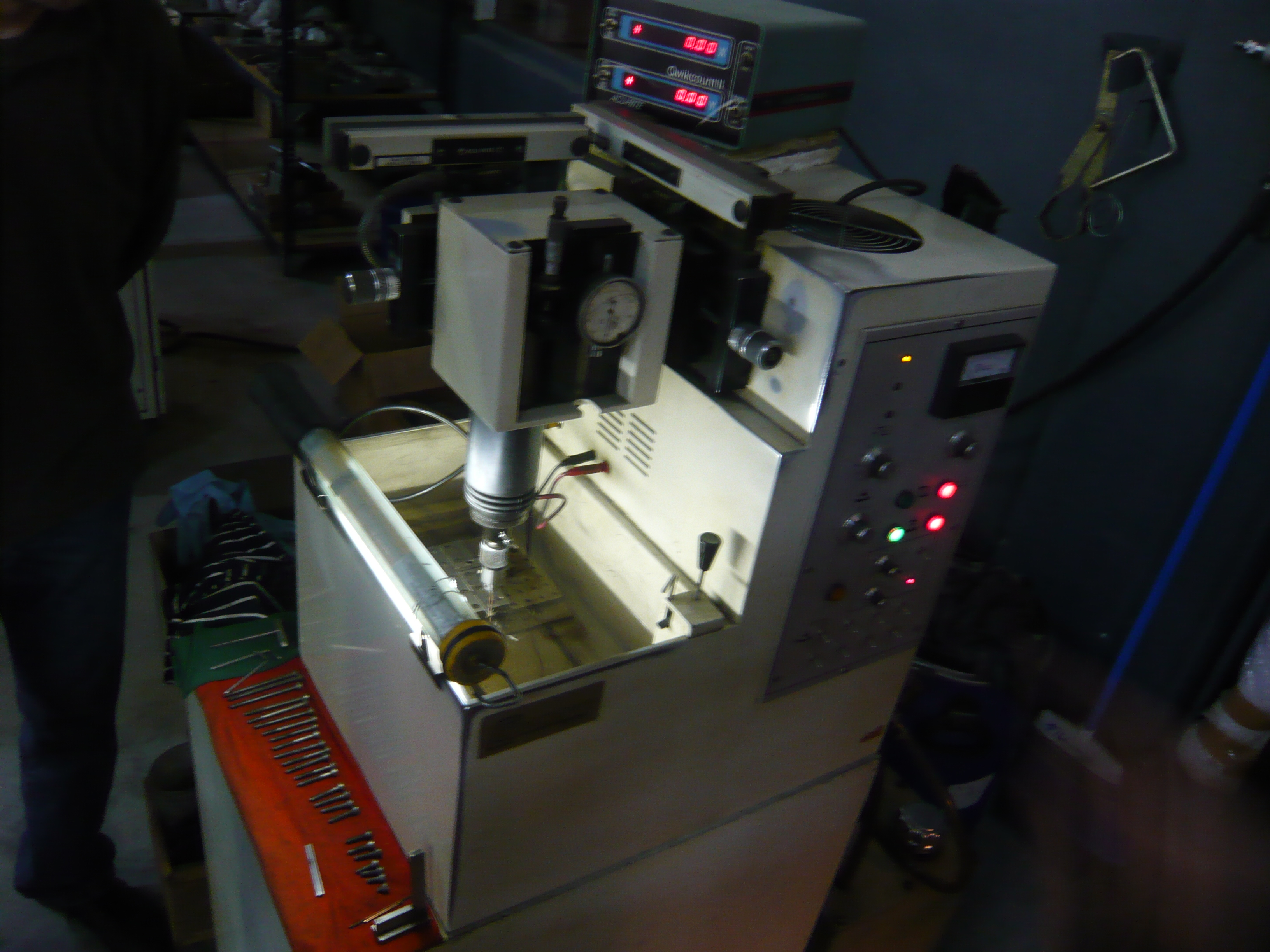
Màquina d'electroerosió de forma amb elèctrode de coure en funcionament

Depenent de la màquina i els ajustos, és possible repetir un cicle complet milers de cops per segon.
El resultat desitjat del procés és l'erosió uniforme de la peça, reproduint les formes de l'elèctrode. En aquest procés l'elèctrode es va desgastant, per aquest motiu és necessari un desplaçament cap a la peça, per mantenir les distàncies constants. En el cas de desgast sever, l'elèctrode s'ha de canviar.
El paràmetre de rugositat superficial, el qual és molt important en els processos de mecanització, també és present en aquest procés. Aquest paràmetre es pot establir abans de començar el procés, i sol estar a un rang entre 48 vdj (acabat molt rugós) 26vdj (acabat quasi perfecte). Les taxes d'arrancament són de l'ordre de 2 cm3/h.

## Elèctrode de forma
Hi ha diferents tipus d'elèctrodes, els més comuns són els que estan fets de grafit o bé coure electrolític.Eventualment en podem trobar de coure al plom, d'alumini, de llautó i també d'acer.
Els de grafit tenen una temperatura de vaporització molt alta i són molt resistents al desgast, també destaquen pel seu poc pes, la qual cosa permet que elèctrodes molt voluminosos siguin moguts pel capçal de la màquina amb poca inèrcia. El coeficient de dilatació lineal és entre quatre i cinc vegades menor que el coure
Amb els elèctrodes de coure es poden obtenir rugositats més petites, també destaquen per l'excel·lent conductivitat elèctrica i tèrmica. Els elèctrodes fets de coure són ideals per l'elaboració de forats rodons i profunds. Podem trobar elèctrodes d'aquest material amb diàmetres mil·limètrics, amb increments de fins a mig mil·límetre i diverses longituds. Són molt utilitzats per fer la preparació d'una peça que posteriorment s'hagi de mecanitzar amb una màquina d'electroerosió per fil, ja que primer podem perforar la peça i després passar el fil per fer el mecanitzat desitjat.

## Avantatges del procés d'electroerosió per forma
- Com que no genera forces de tall com en els processos de mecanitzat tradicionals (tornejat, fresat...), ho podem aplicar a materials fràgils.
- Es poden realitzar forats inclinats en parets corbes, sense problemes de lliscament.
- Es poden fer forats molt llargs i de diàmetre molt petit.
- Podem fer servir aquest procés amb qualsevol material, mentre sigui conductor.
- Podem obtenir toleràncies molt ajustades. Des de 0,025 fins ±0,127 mm.
- Acabats superficials molt bons.

## Inconvenients del procés d'electroerosió per forma
- Un cop acabat el procés queda una capa de metall fos extremadament forta, que cal eliminar si la peça està orientada a suportar esforços de fatiga. Una peça mecanitzada convencionalment per arrancada de ferritja és més resistent a la fatiga.
- Degut a la seva fragilitat, la manipulació dels elèctrodes de grafit és delicada.
- Els elèctrodes de grafit necessiten ser mecanitzats, en una fresa que serveixi per mecanitzar grafit.
- L'acabat superficial és més rugós en les cares planes que sobre les parets verticals, degut a eventuals espurnes produïdes en evacuar-se restes de material.
- És un procés molt lent.

## Aplicacions del procés d'electroerosió

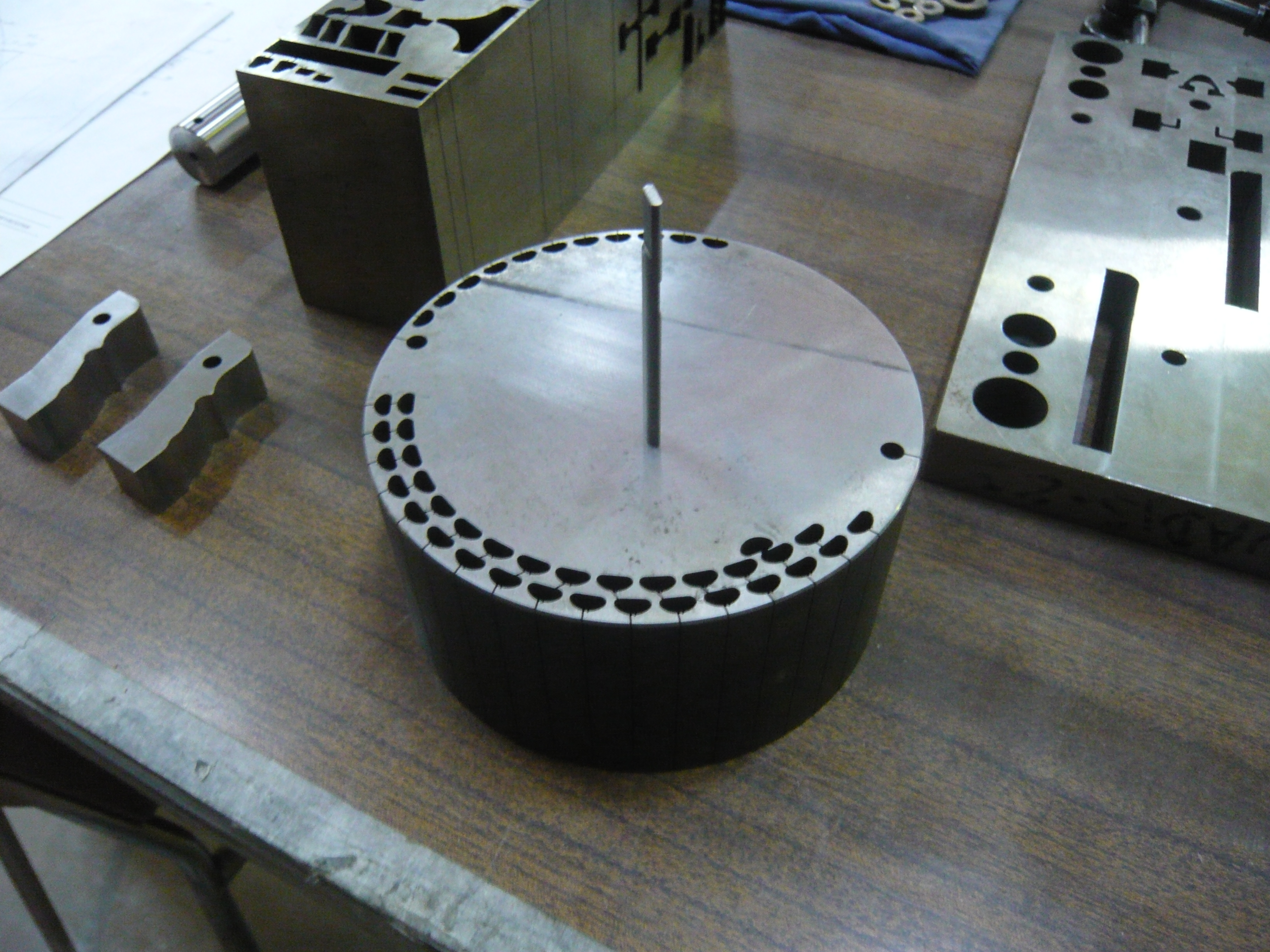
Punxo i peça de la qual extreiem els punxons

Els podem trobar en la fabricació de motlles (sobretot d'injecció de plàstic), en matrius, en manteniment aeronàutic i en la fabricació de turbines 
Com que es poden utilitzar en la fabricació d'armament, les màquines d'electroerosió no es poden exportar a determinats països, com ara Iran, Corea del Nord i Síria 

## Electroerosió per fil
És una evolució del procés explicat anteriorment, nascut a la dècada dels 70, el qual substitueix l'elèctrode per un fil conductor. Aquest procés té més mobilitat i les tasques d'arrancament de material són de 350 cm³/h. La velocitat d'arrencament de la peça depèn del voltatge, l'amperatge, la qualitat i el diàmetre del fil. El gruix de la peça també afecta bastant en el procés de tall. L'acabat que volem a la peça també és un factor que hem de tenir en compte, ja que com més cops passem sobre la mateixa superfície obtenim un millor acabat.
Per poder realitzar aquest tipus de mecanitzat necessitem realitzar una preparació prèvia a la peça. Primer de tot, hem de fer la mecanització necessària, tant rectificats i planejats de superfícies, com els orificis (generalment es fan amb un elèctrode) pels quals passarà el fil amb el qual tallarem. Un cop tenim la peça que volem tallar preparada, li hem d'aplicar un tractament tèrmic, per poder obtenir la duresa necessària. Un cop fet tot això la peça ja està a punt per ser tallada. El sistema consisteix a submergir la peça juntament amb el fil ja enfilat. Un cop la peça està submergida, generarem un arc elèctric aplicant un corrent continu i polsant. El fil a mesura que va tallant es va desgastant i perdent les propietats necessàries, per tant l'anem desplaçant de manera que sempre està tallant fil nou. La màquina electroerosionadora es pot enfilar automàticament o manualment.

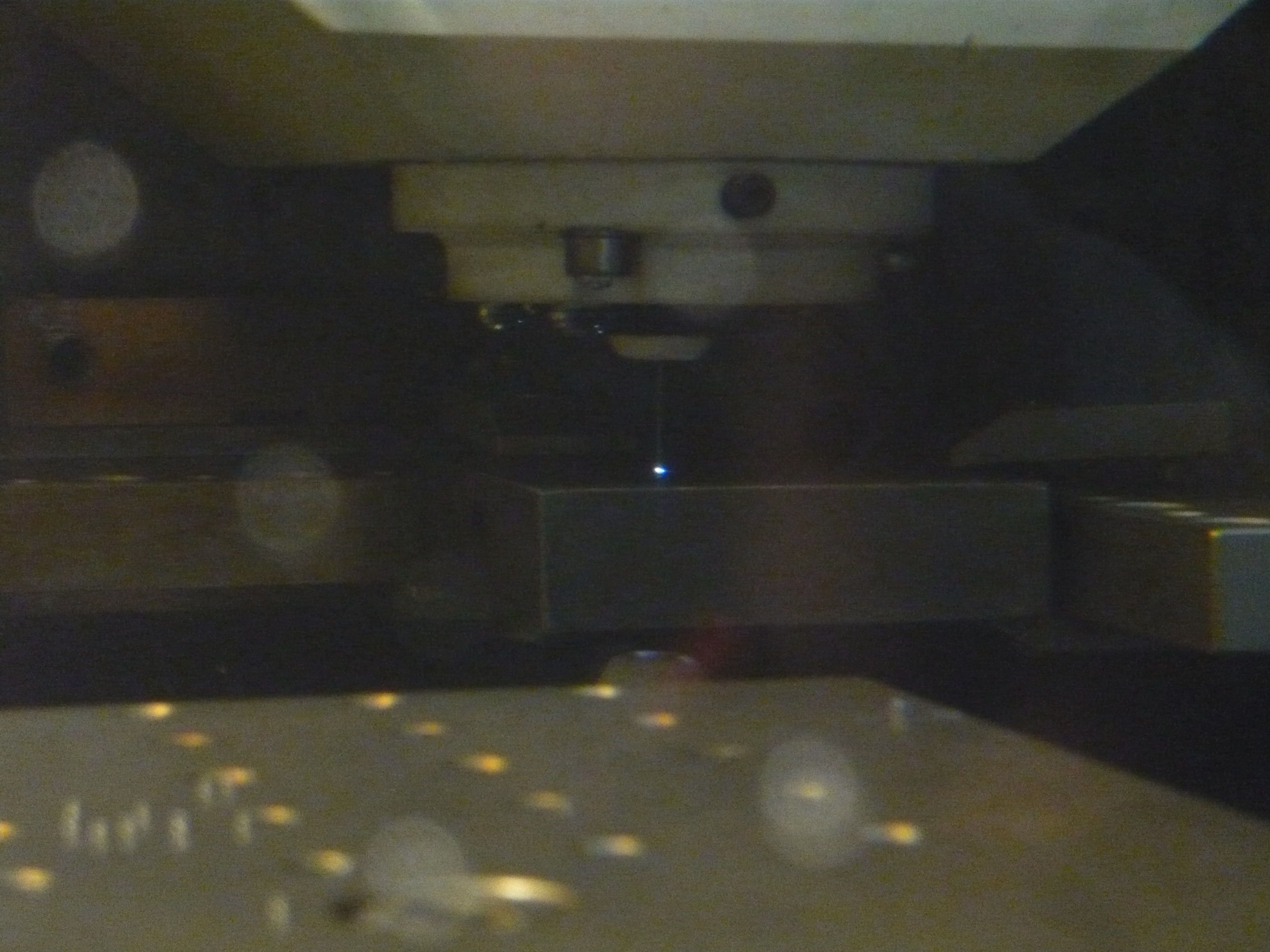
Imatge de l'arc elèctric format entre l'elèctrode i la peça

Si la màquina és manual, cada cop que hem de fer un tall diferent, hem d'extreure la peça, treure el fil i tornar-lo a enfilar en el següent orifici que haurem fet prèviament.
En canvi si la màquina és automàtica, ella mateixa talla el fil quan ha acabat el procés que estava fent, es posiciona a la següent operació, i a través d'un raig d'aigua molt fi sobre de l'orifici, treu el fil, el qual s'enfila i torna a començar el procés.

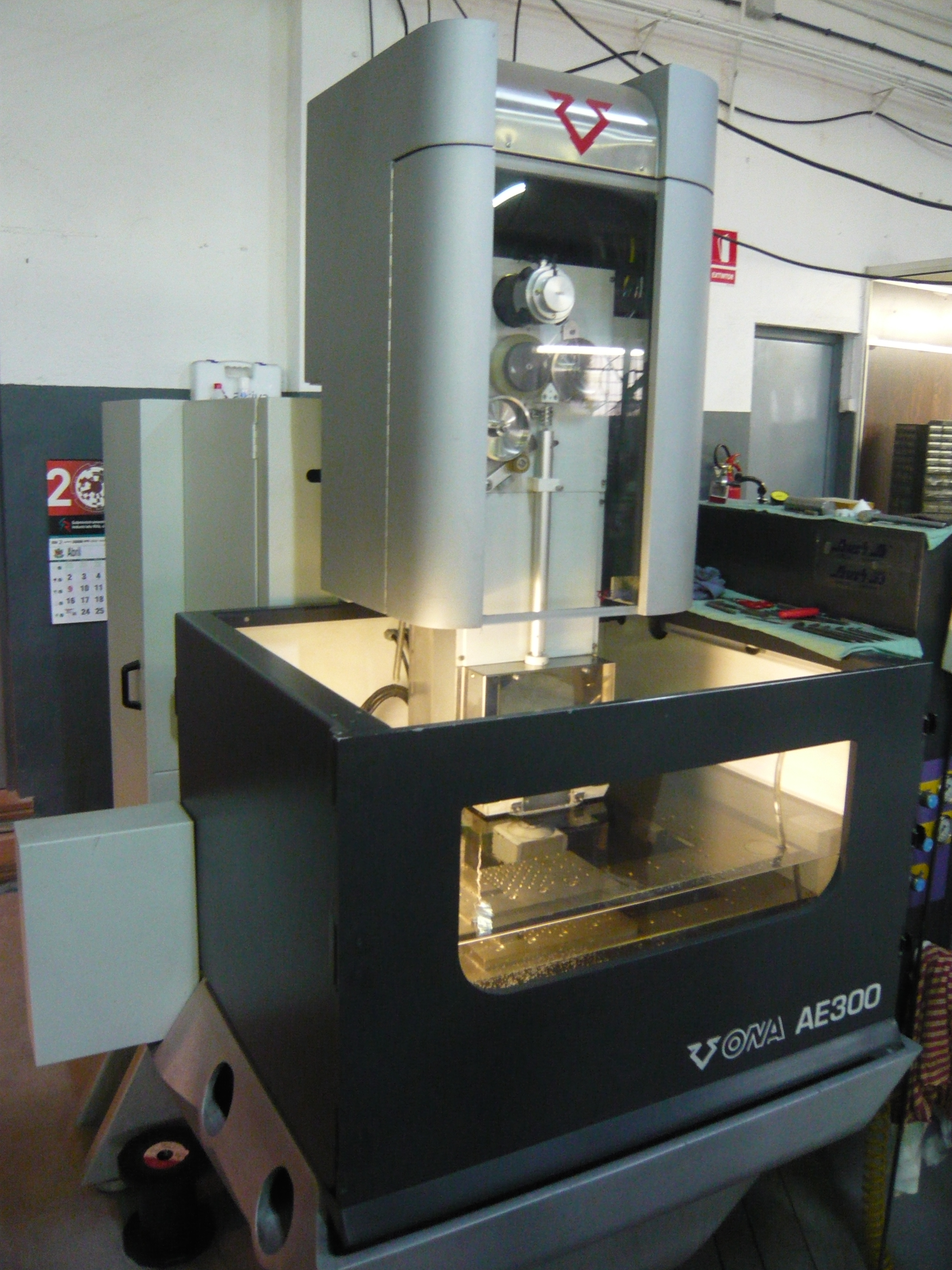
Màquina d'electroerosió per fil automàtica

## Fil conductor
El fil metàl·lic pot ser de llautó, zinc, coure o d'aliatges específics. Aquest fil un cop utilitzat queda degradat i no es pot reutilitzar de nou per fer un procés de tall, per tant s'ha de recollir i reciclar. Hi ha màquines que enrotllen el fil utilitzat en bobines i n'hi ha que el tallen i el van dipositant. Existeixen diferents diàmetres al mercat, des de 0,10 mm a 0,40 mm. Normalment es venen més per pes que per longitud. El fil ha d'estar ben tensat per produir un tall efectiu, però sense excedir-se per no trencar-lo. La posició del capçal superior i inferior han d'estar alineats i concèntrics.

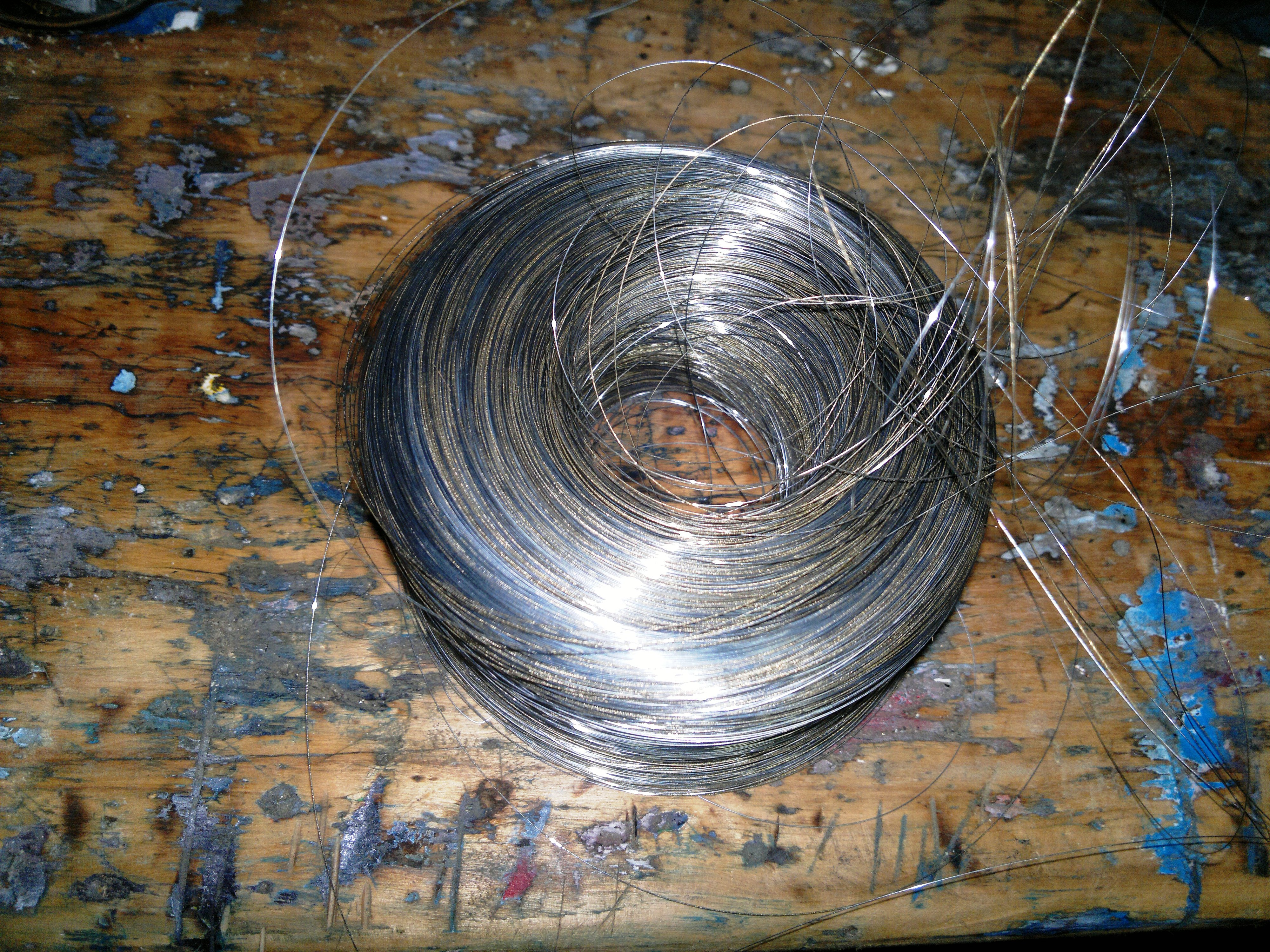
Fil de llautó utilitzat

## Màquines d'electroerosió amb fil
La polaritat en aquestes màquines no pot ser invertida. La taula on les peces són muntades és el terra, per tant la part negativa. En canvi el fil executa la funció de càrrega positiva.
Totes les màquines reben un fil el qual és orientat i tensat en direcció "Z", i d'aquesta manera podem realitzar talls en les direccions "X" i “Y".

## Avantatges del tall amb electroerosió amb fil
- No necessitem mecanitzar cap elèctrode (en electroerosió amb figura sí).
- És un procés d'alta precisió
- Podem obtenir peces complexes, impossibles de fabricar per altres mètodes.
- Els resultats són constants.
- Es poden mecanitzar materials tractats tèrmicament, i així ens estalviem posteriors deformacions un cop acabada la peça.

## Precaucions i consideracions
- L'ús de corrent elèctric, aigua i alt voltatge indiquen un alt risc d'electrocutar-se.
- Poden saltar espurnes fora del contenidor.
- Possibilitat d'incendi.
- Reciclatge del líquid dielèctric
- Consum elèctric més elevat que el requerit en altres tipus de mecanitzat

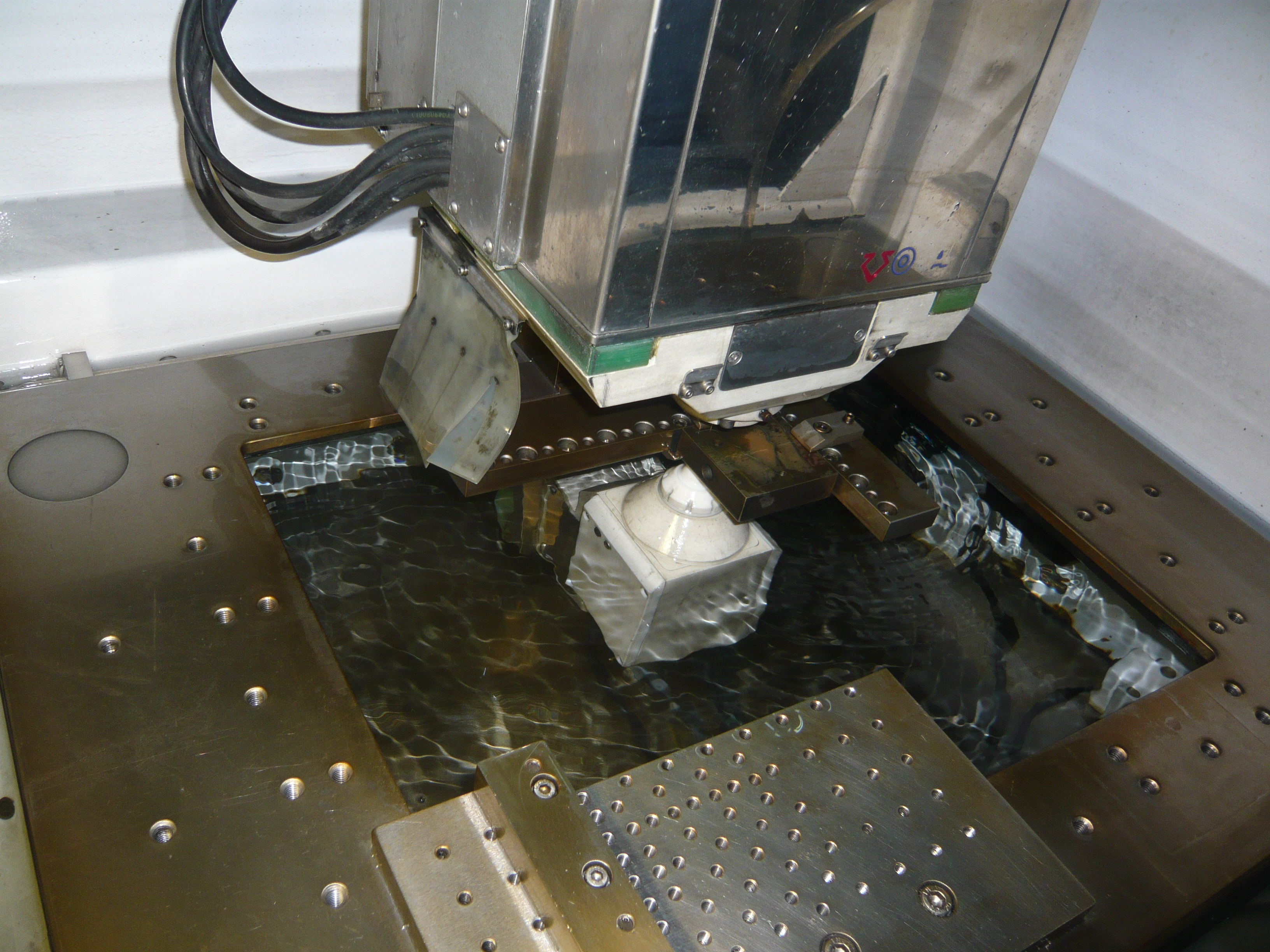
Final del procés d'electroerosió amb fil i buidat del tanc d'aigual